# Wyłczo Stoew
Wyłczo Stoew Christow (bułg. Вълчо Стоев Христов; ur. 20 stycznia 1952 w Owczarowie) – bułgarski lekkoatleta, który specjalizował się w pchnięciu kulą.

## Kariera
W 1971 r. zajął dwunaste miejsce w halowych mistrzostwach Europy, a w 1973 r. podczas kolejnej edycji halowego czempionatu był szósty. Startował w mistrzostwach Starego Kontynentu w Rzymie (1974) zajmując dziewiątą lokatę. W 1975 r. zdobył halowe mistrzostwo Europy oraz brązowy medal uniwersjady. Dwa lata później, w 1977 r. w Sofii, został mistrzem uniwersjady. Podczas mistrzostw Europy był dziewiąty (1978), a na igrzyskach olimpijskich w Moskwie (1980) nie zaliczył żadnej próby w eliminacjach i nie został sklasyfikowany. Sześciokrotny złoty medalista igrzysk bałkańskich, w 1974 r. został halowym mistrzem ZSRR. Medalista mistrzostw Bułgarii oraz czternastokrotny rekordzista kraju na stadionie.
Rekordy życiowe: stadion – 20,72 m (5 lipca 1980, Sofia); hala – 20,30 m (26 lutego 1975, Sofia).

## Osiągnięcia
| Rok  | Impreza                     | Miejsce   | Pozycja     | Wynik |
| ---- | --------------------------- | --------- | ----------- | ----- |
| 1970 | Mistrzostwa Europy juniorów | Paryż     | 4. miejsce  | 16,94 |
| 1971 | Halowe mistrzostwa Europy   | Sofia     | 12. miejsce | 17,80 |
| 1973 | Halowe mistrzostwa Europy   | Rotterdam | 6. miejsce  | 19,29 |
| 1974 | Halowe mistrzostwa Europy   | Göteborg  | 4. miejsce  | 19,85 |
| 1974 | Mistrzostwa Europy          | Rzym      | 9. miejsce  | 19,62 |
| 1975 | Halowe mistrzostwa Europy   | Katowice  | 1. miejsce  | 20,19 |
| 1975 | Uniwersjada                 | Rzym      | 3. miejsce  | 18,90 |
| 1977 | Uniwersjada                 | Sofia     | 1. miejsce  | 19,55 |
| 1978 | Mistrzostwa Europy          | Praga     | 9. miejsce  | 19,23 |
| 1980 | Igrzyska olimpijskie        | Moskwa    | –           | NM    |